# 三浦聡子

三浦 聡子（みうら さとこ、1971年2月19日 - ）は、かつて活躍していた日本の女優、フリーアナウンサー、リポーター、キャスター。旧名は高取 茉南（たかとり まなん）。
武蔵野音楽大学声楽科卒業。女優の樹木希林は叔母。
1986年、第1回ミスジュニア日本に選出。1989年、映画『家族輪舞曲』主演・翠子役で芸能界にデビュー。フリーアナウンサー・リポーター・キャスター時代はセント・フォースに所属。2005年7月3日、日本航空副操縦士と結婚。BSジャパンで放送されていた『ネクスト経済研』の終了後は主だった活動をしていない模様で、2007年12月の時点でセント・フォースの公式HPからもプロフィールが削除されており、すでに芸能界・マスメディアからは引退、もしくは無期限の活動停止状態にあると思われる。

## 出演

### テレビドラマ
- 素浪人無頼旅II（1992年3月30日、テレビ朝日 / 東映）織江 役
- 社長になった若大将（1992年、TBS）
- 将軍家光忍び旅 第2シリーズ 第4話「犬山には鬼が棲む」（1992年、テレビ朝日 / 東映）村木小夜 役
- さすらい刑事旅情編（テレビ朝日 / 東映）
  - V 第10話「恋人を襲った女？山手線の殺意」（1992年12月16日）篠塚貴子 役
  - VII（1994年 - 1995年）レギュラー・坂口ひろ子巡査 役
- 大岡越前 第13部 第7話「祖父の秘密は大泥棒」（1992年12月28日、TBS / C.A.L）おみよ 役
- ホテルドクター（1993年、テレビ朝日）
- はぐれ刑事純情派 第6シリーズ 第17話 「貢いで捨てられた女・殺意の重奏」（1993年7月28日、テレビ朝日）小島直子 役
- 炎立つ（1993年、NHK）義経の北の方役
- 天までとどけ 3 - 4（1994年 - 1995年、TBS）井沢鮎子 役
- 天才てれびくん「T.T.K. DRAMA SPECIAL 悪夢の王」（1995年、NHK教育）星野看護婦 役
- 水戸黄門 第24部 第3話「恋しい人は凶状持ち -駿府-」（1995年10月2日、TBS / C.A.L） - お菊 ※ 高取茉南名義

### バラエティ
- 世界・ふしぎ発見!（1996年 - 2000年、TBS）※ミステリーハンターとして19回出演（これは番組史上歴代11位の記録）

### その他のテレビ番組
- BSチャンネルガイド（1993年 - 1995年、NHK-BS）
- BSスポットライト（1993年 - 1995年、NHK-BS）
- BSフジNEWS（BSフジ）
- ネクスト経済研（2003年 - 2004年、BSジャパン）キャスター
- i-NEWS Morning（BS-i）キャスター

### CM
- 新日鉄
- カルビー
- アサヒビール

### 映画
- 家族輪舞曲（1989年）主演・翠子 役[2]